# Лада (Телеорман)
Лада (рум. Lada) насеље је у Румунији у округу Телеорман у општини Татараштиј де Жос. Oпштина се налази на надморској висини од 106 m.

## Становништво
Према подацима из 2002. године у насељу је живело 397 становника, од којих су сви румунске националности.